# Малко Тръново
Малко Тръново е село в Южна България. То се намира в община Чирпан, област Стара Загора.

## География
Село Малко Тръново се намира на 25 км югозападно от град Стара Загора и 15 км източно от град Чирпан, на 3 км южно от главен път Бургас-София.

## История
Старо име – Чанлии. Доказателство за съществуването на селището от времето на траките още са няколкото могили, разположени в близост до селото и останките от древен римски път между селата Малко Тръново и Воденичарово.
При работа на полето със селскостопански машини са намирани малки древни монети и култови предмети – части от статуетки.
Предполага се, че околностите на селото са били сцена и на древни битки, поради наличие на находки, приличащи на добре полирани „куршуми“ – камъни за бойна прашка.
Съвременното село е създадено през 1716 г.от турци, които са се заселили в местността "Бостанлъка", близо до извора, на днешната  Голяма чешма. Първоначално е брояло 15-20 къщи.Заради наводнение, през 1739 г. жителите му се преместили  300-400 метра на юг. Новото  селище се състояло от 30 къщи, като 19 от тях се намрали  източно от  р. Голяма река, а 11  западно от нея. Тук каптирали извора, около, който живеели преди това и построили Голямата чешма. Селото било наименовано Чанлъ (Çanlı). В превод от турски означава "с камбана", т.е. селото с камбаната. Вероятно названието е произлизало от съществувало на това място през ХVІ в. друго село с това име, известно от османски документи.Каква е било ролята на тази камбана е неизвестно.Около 1764 г. в местността "Кенлиците" се заселили т.нар  манавски турци (Manavlar) - ентографска група, произхождаща от Северозападен Анадол. Построили си 10-15 къщи край една могила, която била наречена "Манавска". Живели около 10 години там и се преселили неизвестно къде.
Първиге българи в селото идват около 1764 г. от Анадола или Беломорието. Това било семейството на някой си Недко, което работело като ратаи . Те създават  рода Тосунята. Вероятно името им идва от турчина , чийто земи са обработвали. Следващиге български семейства, заселили се в Малко Трънова преди 1878 г. са:
- Бакалята, преселили се през 1772 г. от с Казанка (общ.Стара Загора) . ;
-Малджиите или Дримлийте, преселили се  през 70-те години на ХVІІІ в. от с.Сладък Кладенец (общ.Стара Загора) ;
-Бальови, преселили се през 1776 г. от с.Могилово (общ.Чирпан); .
-Йовкови, преселили се през 1783 г. от с.Казанка (общ.Стара Загора);.
-Ганчо Минев и семейството му, преселили се през 1824 г. от.с.Винарово (общ.Чирпан)., където  баща му идва от габровското село Козирог..Негови потомци са Иван Тончев Стоянов (1877-1923)- учител, Петко Тотев Стоянов (1904-1984)- учител и дългогодишен директор на училището в селото, Найден Тотев Стоянов (1907-1985) -първият висшист в селото, завършил медицина в Монпелие (Франция);
- Гочо Влаев и Иван Манолов, преселили се около 1830 г. от с. Лясковец (общ.Стара Загора);
-Куманови, преселили се около, 1840 г. от с.Винарово (общ.Чирпан);
-Христо и синът му Енчо, преселили се от Сърбия през 1870, дали началото на рода Христови;
-Аргаттоневи и Аладалийте, преселили се през 1874 г. от с.Васил Левски (общ.Опан);
След Освобождението турците се изселват и от околните села идват нови преселници българи, като Маразите от с.Мирово през 1879 г., Гьоньо Ивановите от с. Яворово, Балевчеви от с. Могилово през 1885 г, Кольо Иванов Добрев и брат му Петко от същото село през 1911 г.  .През 1913 г. в селото се установяват и няколко семейства бежанци от Егейска Македония.
След 1879 г. името на селото е побългарено на Чанлий. С Указ № 462/ обн.21 декември 1906 г. е преименувано на Малко Тръново. Новото име идва от неправилен превод от турски, поради смесването на близкозвучащите  чанлъ (çanlı)  и чалъ (çalı), побългарено чалия- храст, трънка.
През 1928 година, при голямото Чирпанско земетресение църквата „Свети Георги“ в селото е разрушена.
Разрушени са и храмовете на почти всички села в община Чирпан и с помощ от Италия, по проект италиански архитект са издигнати наново всички църкви в околността. На 6 май 2007 старозагорският владика отслужи тържествена литургия в църквата.

## Религии
Православни християни.
Патрон на селото е Свети Георги, съборът в чест на покровителя е в двора на църквата на Гергьовден – 6 май.

## Култура и образование
В селото има читалище „Отец Паисий“ и паметник на загиналите във въстанието през 1923 година.
Кметство – кметски наставник.

## Културни и природни забележителности
Навремето е имало карстови кариери, понастоящем изоставени. Там са се добивали камъни, подходящи за строителство.

## Личности
- Тачо Танев (1882 – 1962), артист и режисьор
- Константин Граматик – свещеник и лекар на селото, член на ВМРО, борещ се за свободата на България.
- д-р Найден Тотев Стоянов (1907 – 1985)- първият човек с висше образование в селото. Завършил медицина в Монпелие, Франция. Практикувал като интернист в гр. Ямбол. Баща на д-р Тотко Найденов, български лекар и журналист.
- Желязко Грънчаров (1925 – 2016) – анархист от България и политически емигрант в Австралия.